# Eesergroen
Eesergroen – wieś w Holandii, w prowincji Drenthe, w gminie Borger-Odoorn.